# Горушка (Новоизборская волость)
Горушка — деревня в Печорском районе Псковской области России. Входит в состав сельского поселения «Новоизборская волость».
Расположена у северо-восточных окраин волостного центра, деревни Новый Изборск (в 1,5 км от его центра).

## Население
Численность населения деревни на конец 2000 года составляла 7 жителей.
| 2001 | 2002 | 2010 |
| ---- | ---- | ---- |
| 7    | →7   | →7   |